# Tinodes antonioi
Tinodes antonioi là một loài Trichoptera trong họ Psychomyiidae. Chúng phân bố ở miền Cổ bắc.